# Praomys rostratus
Il topo dalla pelliccia soffice di foresta (Praomys rostratus  Miller, 1900) è un roditore della famiglia dei Muridi diffuso nell'Africa occidentale.

## Descrizione
Roditore di piccole dimensioni, con la lunghezza della testa e del corpo tra 91 e 137 mm, la lunghezza della coda tra 101 e 150 mm, la lunghezza del piede tra 18 e 23,5 mm, la lunghezza delle orecchie tra 15 e 20 mm e un peso fino a 61 g.

La pelliccia è densa e soffice. Le parti superiori variano dal giallo-brunastro cosparso di peli nerastri al rossastro, con riflessi bruno nerastri lungo la schiena. Il muso è grigio-brunastro. Le parti ventrali sono biancastre. La linea di demarcazione lungo i fianchi è netta. I piedi sono ricoperti di piccoli peli rossicci. Le orecchie sono marroni scure, cosparse di peli minuti. La coda è più lunga della testa e del corpo, è uniformemente marrone scuro e sono presenti 17 anelli di scaglie per centimetro. Le femmine hanno un paio di mammelle pettorali e 2 paia inguinali. Il cariotipo è 2n=34 FN=32.

## Biologia

### Comportamento
È una specie notturna e parzialmente arboricola.

## Distribuzione e habitat
Questa specie è diffusa nel Gambia, Senegal meridionale, Guinea-Bissau, Guinea meridionale, Sierra Leone, Liberia, Costa d'Avorio e Ghana meridionali.
Vive nelle foreste di pianura e montane fino a 1.300 metri di altitudine.

## Conservazione
La IUCN Red List, considerato il vasto areale, la popolazione numerosa e la presenza in diverse aree protette, classifica P.rostratus come specie a rischio minimo (Least Concern).